# Мамазулунов, Ойбек Каримшер угли
Ойбек Каримшер угли Мамазулунов (род. 25 декабря 1989, Андижан) — узбекский боксёр, представитель средней и полутяжёлой весовых категорий. Выступал за сборную Узбекистана по боксу в период 2010—2016 годов, бронзовый призёр чемпионата мира, обладатель бронзовой медали Азиатских игр, чемпион Азии, победитель и призёр многих турниров международного значения.

## Биография
Ойбек Мамазулунов родился 25 декабря 1989 года в городе Андижан Узбекской ССР.
Впервые заявил о себе в сезоне 2010 года, одержав победу на чемпионате Узбекистана по боксу в зачёте средней весовой категории.
В 2011 году вошёл в состав узбекской национальной сборной и выиграл Мемориал Дуйшенкула Шопокова в Бишкеке.
В 2012 году поднялся в полутяжёлый вес, вновь был лучшим на Мемориале Шопокова, стал бронзовым призёром Мемориала Сиднея Джексона в Ташкенте, уступив на стадии полуфиналов россиянину Егору Мехонцеву.
Одним из самых успешных сезонов в его спортивной карьере оказался сезон 2013 года, когда он завоевал золотую медаль на чемпионате Азии в Аммане и получил бронзу на чемпионате мира в Алма-Ате, где в полуфинале потерпел поражение от казаха Адильбека Ниязымбетова.
В 2014 году добавил в послужной список бронзовую награду, выигранную в полутяжёлом весе на Азиатских играх в Инчхоне. Выступил на Кубке президента в Алма-Ате, где был побеждён в четвертьфинале представителем Казахстана Данияром Елеусиновым.
На чемпионате Узбекистана 2015 года в Самарканде стал бронзовым призёром в категории до 81 кг.
В 2016 году выиграл серебряную медаль на международном турнире в Атырау.